# Edvard Fredkin
Edvard Fredkin (2. oktobar 1934 – 13. jun 2023) je bio američki računarski naučnik, fizičar i biznismen koji je bio rani pionir digitalne fizike.
Fredkinov primarni doprinos uključivao je rad na reverzibilnom računarstvu i ćelijskim automatima. Dok knjiga Konrada Zusea, Izračunavanje prostora (1969), pominje važnost reverzibilnog izračunavanja, Fredkinova kapija je predstavljala suštinski proboj. U novijim radovima koristio je termin digitalna filozofija (DP).

## Literatura
- Miller, Daniel B.; Fredkin, Edward (2005), „Two-state, Reversible, Universal Cellular Automata in Three Dimensions”, Proc. 2nd Conf. on Computing Frontiers, Ischia, Italy: ACM, стр. 45—51, ISBN 1-59593-019-1, S2CID 14082792, arXiv:nlin/0501022 , doi:10.1145/1062261.1062271.
- Hagar, Ami (2016). „Ed Fredkin and the Physics of Information: An Inside Story of an Outsider Scientist”. Information & Culture. University of Texas Press. 51 (3): 419—443. S2CID 19827674. doi:10.7560/IC51306.
- Wolfram, Stephen (22. 8. 2023). „Remembering the Improbable Life of Ed Fredkin (1934–2023) and His World of Ideas and Stories”. Stephen Wolfram Writings. Приступљено 7. 9. 2023.
- Wright, Robert (април 1988). „Did the Universe Just Happen?”. Atlantic Monthly. Архивирано из оригинала 07. 04. 2023. г. Приступљено 05. 09. 2024. (Article contains extensive biographical content on Fredkin.)

## Spoljašnje veze
- Digital Philosophy.org Архивирано 2017-07-29 на сајту
- Did the Universe Just Happen? The Atlantic Monthly, by Robert Wright, 1988.
- Two-state, Reversible, Universal Cellular Automata in Three Dimensions by Edward Fredkin,
- Fredkin Prize World Champion team 1997 and Chess Pioneers